# Коле дела Корте (Фрозиноне)
Коле дела Корте је насеље у Италији у округу Фрозиноне, региону Лацио.
Према процени из 2011. у насељу је живело 49 становника. Насеље се налази на надморској висини од 27 м.